# Роздзяли
Роздзяли (пол. Rozdziały) — село в Польщі, у гміні Обрите Пултуського повіту Мазовецького воєводства.
Населення — 86 осіб (2011).
У 1975-1998 роках село належало до Остроленцького воєводства.

## Демографія
Демографічна структура станом на 31 березня 2011 року:
|          | Загалом | Допрацездатний вік | Працездатний вік | Постпрацездатний вік |
| -------- | ------- | ------------------ | ---------------- | -------------------- |
| Чоловіки | 44      | 4                  | 28               | 12                   |
| Жінки    | 42      | 5                  | 22               | 15                   |
| Разом    | 86      | 9                  | 50               | 27                   |